# 2013-as WEC Spái 6 órás verseny
| Pályarajz | Pályarajz                | Pályarajz                                          |
| --------- | ------------------------ | -------------------------------------------------- |
|           |                          |                                                    |
| Győztesek |                          |                                                    |
| Kategória | Csapat                   | Versenyzők                                         |
| LMP1      | #1 Audi Sport Team Joest | André Lotterer Marcel Fässler Benoît Tréluyer      |
| LMP2      | #49 Pecom Racing         | Luís Pérez Companc Pierre Kaffer Nicolas Minassian |
| LMGTE Pro | #51 AF Corse             | Gianmaria Bruni Giancarlo Fisichella               |
| LMGTE Am  | #81 8 Star Motorsports   | Enzo Potolicchio Rui Águas Matteo Malucelli        |

A 2013-as WEC Spái 6 órás verseny a Hosszútávú-világbajnokság 2013-as szezonjának második futama volt, amelyet május 3. és május 4. között tartottak meg a Circuit de Spa-Francorchamps versenypályán. A fordulót André Lotterer, Marcel Fässler és Benoît Tréluyer triója nyerte meg, akik a hibridhajtású Audi Sport Team Joest csapatának versenyautóját vezették.

## Időmérő
A kategóriák leggyorsabb versenyzői vastaggal vannak kiemelve.
| Poz. | Kategória | Csapat                      | Átlagidő   | Különbség | Rajthely |
| ---- | --------- | --------------------------- | ---------- | --------- | -------- |
| 1.   | LMP1      | #1 Audi Sport Team Joest    | 1:59,961   |           | 1        |
| 2.   | LMP1      | #3 Audi Sport Team Joest    | 2:00,236   | +0,275    | 2        |
| 3.   | LMP1      | #2 Audi Sport Team Joest    | 2:00,610   | +0,649    | 3        |
| 4.   | LMP1      | #7 Toyota Racing            | 2:00,947   | +0,986    | 4        |
| 5.   | LMP1      | #8 Toyota Racing            | 2:01,203   | +1,242    | 5        |
| 6.   | LMP1      | #12 Rebellion Racing        | 2:01,482   | +1,521    | 6        |
| 7.   | LMP1      | #13 Rebellion Racing        | 2:03,278   | +3,317    | 7        |
| 8.   | LMP1      | #21 Strakka Racing          | 2:03,688   | +3,727    | 8        |
| 9.   | LMP2      | #49 Pecom Racing            | 2:08,540   | +8,579    | 9        |
| 10.  | LMP2      | #38 Jota                    | 2:08,762   | +8,801    | 10       |
| 11.  | LMP2      | #24 OAK Racing              | 2:08,932   | +8,971    | 11       |
| 12.  | LMP2      | #35 OAK Racing              | 2:09,606   | +9,645    | 12       |
| 13.  | LMP2      | #25 Delta-ADR               | 2:09,732   | +9,771    | 13       |
| 14.  | LMP2      | #26 G-Drive Racing          | 2:09,892   | +9,931    | 14       |
| 15.  | LMP2      | #31 Lotus                   | 2:10,361   | +10,400   | 15       |
| 16.  | LMP2      | #32 Lotus                   | 2:12,753   | +12,792   | 16       |
| 17.  | LMP2      | #45 OAK Racing              | 2:13,518   | +13,557   | 17       |
| 18.  | LMGTE Pro | #98 Aston Martin Racing     | 2:19,811   | +19,850   | 18       |
| 19.  | LMGTE Pro | #51 AF Corse                | 2:19,853   | +19,892   | 19       |
| 20.  | LMGTE Pro | #71 AF Corse                | 2:20,089   | +20,128   | 20       |
| 21.  | LMGTE Pro | #97 Aston Martin Racing     | 2:20,107   | +20,146   | 21       |
| 22.  | LMGTE Pro | #99 Aston Martin Racing     | 2:20,241   | +20,280   | 22       |
| 23.  | LMGTE Pro | #91 Porsche AG Team Manthey | 2:20,243   | +20,282   | 23       |
| 24.  | LMGTE Pro | #92 Porsche AG Team Manthey | 2:20,860   | +20,899   | 24       |
| 25.  | LMGTE Am  | #95 Aston Martin Racing     | 2:21,265   | +21,304   | 25       |
| 26.  | LMGTE Am  | #81 8 Star Motorsports      | 2:21,295   | +21,334   | 26       |
| 27.  | LMGTE Am  | #96 Aston Martin Racing     | 2:21,549   | +21,588   | 27       |
| 28.  | LMGTE Am  | #50 Larbre Compétition      | 2:21,745   | +21,784   | 28       |
| 29.  | LMGTE Am  | #88 Proton Competition      | 2:22,690   | +22,729   | 29       |
| 30.  | LMGTE Am  | #61 AF Corse                | 2:22,825   | +22,864   | 30       |
| 31.  | LMGTE Am  | #76 IMSA Performance Matmut | 2:23,421   | +23,460   | 31       |
| 32.  | LMGTE Am  | #57 Krohn Racing            | 2:25,564   | +25,603   | 32       |
| 33.  | LMGTE Am  | #54 AF Corse                | 2:27,888   | +27,927   | 33       |
| –    | LMP2      | #41 Greaves Motorsport      | idő nélkül |           | –        |
| –    | LMP2      | #28 Gulf Racing Middle East | idő nélkül |           | 34       |

## Verseny
A résztvevőknek legalább a versenytáv 70%-át (118 kört) teljesíteniük kellett ahhoz, hogy az elért eredményüket értékeljék. A kategóriák leggyorsabb versenyzői vastaggal vannak kiemelve.
| Helyezés | Kategória | #  | Csapat                  | Versenyzők                                          | Kasztni                                 | Gumi | Kör | Idő/Hátrány/Kiesés |
| Helyezés | Kategória | #  | Csapat                  | Versenyzők                                          | Motor                                   | Gumi | Kör | Idő/Hátrány/Kiesés |
| -------- | --------- | -- | ----------------------- | --------------------------------------------------- | --------------------------------------- | ---- | --- | ------------------ |
| 1.       | LMP1      | 1  | Audi Sport Team Joest   | André Lotterer Marcel Fässler Benoît Tréluyer       | Audi R18 e-tron quattro                 | M    | 168 | 6:00:55,971        |
| 1.       | LMP1      | 1  | Audi Sport Team Joest   | André Lotterer Marcel Fässler Benoît Tréluyer       | Audi TDI 3.7 L Turbo V6 (Hybrid Diesel) | M    | 168 | 6:00:55,971        |
| 2.       | LMP1      | 2  | Audi Sport Team Joest   | Allan McNish Tom Kristensen Loïc Duval              | Audi R18 e-tron quattro                 | M    | 168 | +1:05,815          |
| 2.       | LMP1      | 2  | Audi Sport Team Joest   | Allan McNish Tom Kristensen Loïc Duval              | Audi TDI 3.7 L Turbo V6 (Hybrid Diesel) | M    | 168 | +1:05,815          |
| 3.       | LMP1      | 3  | Audi Sport Team Joest   | Marc Gené Lucas di Grassi Oliver Jarvis             | Audi R18 e-tron quattro                 | M    | 168 | +1:54,992          |
| 3.       | LMP1      | 3  | Audi Sport Team Joest   | Marc Gené Lucas di Grassi Oliver Jarvis             | Audi TDI 3.7 L Turbo V6 (Hybrid Diesel) | M    | 168 | +1:54,992          |
| 4.       | LMP1      | 8  | Toyota Racing           | Anthony Davidson Stéphane Sarrazin Sébastien Buemi  | Toyota TS030 Hybrid                     | M    | 167 | +1 kör             |
| 4.       | LMP1      | 8  | Toyota Racing           | Anthony Davidson Stéphane Sarrazin Sébastien Buemi  | Toyota 3.4 L V8 (Hybrid)                | M    | 167 | +1 kör             |
| 5.       | LMP1      | 12 | Rebellion Racing        | Nicolas Prost Neel Jani Nick Heidfeld               | Lola B12/60                             | M    | 165 | +3 kör             |
| 5.       | LMP1      | 12 | Rebellion Racing        | Nicolas Prost Neel Jani Nick Heidfeld               | Toyota RV8KLM 3.4 L V8                  | M    | 165 | +3 kör             |
| 6.       | LMP1      | 13 | Rebellion Racing        | Andrea Belicchi Mathias Beche Congfu Cheng          | Lola B12/60                             | M    | 165 | +3 kör             |
| 6.       | LMP1      | 13 | Rebellion Racing        | Andrea Belicchi Mathias Beche Congfu Cheng          | Toyota RV8KLM 3.4 L V8                  | M    | 165 | +3 kör             |
| 7.       | LMP1      | 21 | Strakka Racing          | Nick Leventis Jonny Kane Danny Watts                | HPD ARX-03c                             | M    | 161 | +7 kör             |
| 7.       | LMP1      | 21 | Strakka Racing          | Nick Leventis Jonny Kane Danny Watts                | Honda LM-V8 3.4 L V8                    | M    | 161 | +7 kör             |
| 8.       | LMP2      | 49 | Pecom Racing            | Luís Pérez Companc Pierre Kaffer Nicolas Minassian  | Oreca 03                                | M    | 157 | +11 kör            |
| 8.       | LMP2      | 49 | Pecom Racing            | Luís Pérez Companc Pierre Kaffer Nicolas Minassian  | Nissan VK45DE 4.5 L V8                  | M    | 157 | +11 kör            |
| 9.       | LMP2      | 24 | OAK Racing              | Olivier Pla Alex Brundle David Heinemeier Hansson   | Morgan LMP2                             | D    | 157 | +11 kör            |
| 9.       | LMP2      | 24 | OAK Racing              | Olivier Pla Alex Brundle David Heinemeier Hansson   | Nissan VK45DE 4.5 L V8                  | D    | 157 | +11 kör            |
| 10.      | LMP2      | 38 | Jota                    | Simon Dolan Oliver Turvey Lucas Luhr                | Zytek Z11SN                             | D    | 157 | +11 kör            |
| 10.      | LMP2      | 38 | Jota                    | Simon Dolan Oliver Turvey Lucas Luhr                | Nissan VK45DE 4.5 L V8                  | D    | 157 | +11 kör            |
| 11.      | LMP2      | 35 | OAK Racing              | Bertrand Baguette Martin Plowman Ricardo González   | Morgan LMP2                             | D    | 156 | +12 kör            |
| 11.      | LMP2      | 35 | OAK Racing              | Bertrand Baguette Martin Plowman Ricardo González   | Nissan VK45DE 4.5 L V8                  | D    | 156 | +12 kör            |
| 12.      | LMP2      | 26 | G-Drive Racing          | Roman Ruszinov John Martin Mike Conway              | Oreca 03                                | D    | 152 | +16 kör            |
| 12.      | LMP2      | 26 | G-Drive Racing          | Roman Ruszinov John Martin Mike Conway              | Nissan VK45DE 4.5 L V8                  | D    | 152 | +16 kör            |
| 13.      | LMP2      | 45 | OAK Racing              | Jacques Nicolet Jean-Marc Merlin                    | Morgan LMP2                             | D    | 152 | +16 kör            |
| 13.      | LMP2      | 45 | OAK Racing              | Jacques Nicolet Jean-Marc Merlin                    | Nissan VK45DE 4.5 L V8                  | D    | 152 | +16 kör            |
| 14.      | LMP2      | 32 | Lotus                   | Thomas Holzer Dominik Kraihamer Jan Charouz         | Lotus T128                              | D    | 152 | +16 kör            |
| 14.      | LMP2      | 32 | Lotus                   | Thomas Holzer Dominik Kraihamer Jan Charouz         | Praga 3.6 L V8                          | D    | 152 | +16 kör            |
| 15.      | LMGTE Pro | 51 | AF Corse                | Gianmaria Bruni Giancarlo Fisichella                | Ferrari 458 Italia GT2                  | M    | 149 | +19 kör            |
| 15.      | LMGTE Pro | 51 | AF Corse                | Gianmaria Bruni Giancarlo Fisichella                | Ferrari 4.5 L V8                        | M    | 149 | +19 kör            |
| 16.      | LMGTE Pro | 98 | Aston Martin Racing     | Bruno Senna Frédéric Makowiecki Rob Bell            | Aston Martin Vantage GTE                | M    | 149 | +19 kör            |
| 16.      | LMGTE Pro | 98 | Aston Martin Racing     | Bruno Senna Frédéric Makowiecki Rob Bell            | Aston Martin 4.5 L V8                   | M    | 149 | +19 kör            |
| 17.      | LMGTE Pro | 71 | AF Corse                | Kobajasi Kamui Toni Vilander                        | Ferrari 458 Italia GT2                  | M    | 149 | +19 kör            |
| 17.      | LMGTE Pro | 71 | AF Corse                | Kobajasi Kamui Toni Vilander                        | Ferrari 4.5 L V8                        | M    | 149 | +19 kör            |
| 18.      | LMGTE Pro | 97 | Aston Martin Racing     | Darren Turner Stefan Mücke Peter Dumbreck           | Aston Martin Vantage GTE                | M    | 148 | +20 kör            |
| 18.      | LMGTE Pro | 97 | Aston Martin Racing     | Darren Turner Stefan Mücke Peter Dumbreck           | Aston Martin 4.5 L V8                   | M    | 148 | +20 kör            |
| 19.      | LMGTE Pro | 92 | Porsche AG Team Manthey | Marc Lieb Richard Lietz Romain Dumas                | Porsche 911 RSR                         | M    | 148 | +20 kör            |
| 19.      | LMGTE Pro | 92 | Porsche AG Team Manthey | Marc Lieb Richard Lietz Romain Dumas                | Porsche 4.0 L Flat-6                    | M    | 148 | +20 kör            |
| 20.      | LMGTE Pro | 99 | Aston Martin Racing     | Paul Dalla Lana Pedro Lamy Richie Stanaway          | Aston Martin Vantage GTE                | M    | 147 | +21 kör            |
| 20.      | LMGTE Pro | 99 | Aston Martin Racing     | Paul Dalla Lana Pedro Lamy Richie Stanaway          | Aston Martin 4.5 L V8                   | M    | 147 | +21 kör            |
| 21.      | LMGTE Am  | 81 | 8 Star Motorsports      | Enzo Potolicchio Rui Águas Matteo Malucelli         | Ferrari 458 Italia GT2                  | M    | 147 | +21 kör            |
| 21.      | LMGTE Am  | 81 | 8 Star Motorsports      | Enzo Potolicchio Rui Águas Matteo Malucelli         | Ferrari 4.5 L V8                        | M    | 147 | +21 kör            |
| 22.      | LMGTE Am  | 95 | Aston Martin Racing     | Allan Simonsen Kristian Poulsen Christoffer Nygaard | Aston Martin Vantage GTE                | M    | 146 | +22 kör            |
| 22.      | LMGTE Am  | 95 | Aston Martin Racing     | Allan Simonsen Kristian Poulsen Christoffer Nygaard | Aston Martin 4.5 L V8                   | M    | 146 | +22 kör            |
| 23.      | LMGTE Am  | 50 | Larbre Compétition      | Julien Canal Patrick Bornhauser Fernando Rees       | Chevrolet Corvette C6.R                 | M    | 145 | +23 kör            |
| 23.      | LMGTE Am  | 50 | Larbre Compétition      | Julien Canal Patrick Bornhauser Fernando Rees       | Chevrolet 5.5 L V8                      | M    | 145 | +23 kör            |
| 24.      | LMP2      | 31 | Lotus                   | Kevin Weeda James Rossiter Vitantonio Liuzzi        | Lotus T128                              | D    | 144 | +24 kör            |
| 24.      | LMP2      | 31 | Lotus                   | Kevin Weeda James Rossiter Vitantonio Liuzzi        | Praga 3.6 L V8                          | D    | 144 | +24 kör            |
| 25.      | LMGTE Am  | 96 | Aston Martin Racing     | Roald Goethe Jamie Campbell-Walter Stuart Hall      | Aston Martin Vantage GTE                | M    | 144 | +24 kör            |
| 25.      | LMGTE Am  | 96 | Aston Martin Racing     | Roald Goethe Jamie Campbell-Walter Stuart Hall      | Aston Martin 4.5 L V8                   | M    | 144 | +24 kör            |
| 26.      | LMGTE Am  | 88 | Proton Competition      | Christian Ried Gianluca Roda Paolo Ruberti          | Porsche 997 GT3-RSR                     | M    | 143 | +25 kör            |
| 26.      | LMGTE Am  | 88 | Proton Competition      | Christian Ried Gianluca Roda Paolo Ruberti          | Porsche 4.0 L Flat-6                    | M    | 143 | +25 kör            |
| 27.      | LMGTE Am  | 76 | IMSA Performance Matmut | Raymond Narac Jean-Karl Vernay                      | Porsche 997 GT3-RSR                     | M    | 143 | +25 kör            |
| 27.      | LMGTE Am  | 76 | IMSA Performance Matmut | Raymond Narac Jean-Karl Vernay                      | Porsche 4.0 L Flat-6                    | M    | 143 | +25 kör            |
| 28.      | LMGTE Am  | 57 | Krohn Racing            | Tracy Krohn Niclas Jönsson Maurizio Mediani         | Ferrari 458 Italia GT2                  | M    | 142 | +26 kör            |
| 28.      | LMGTE Am  | 57 | Krohn Racing            | Tracy Krohn Niclas Jönsson Maurizio Mediani         | Ferrari 4.5 L V8                        | M    | 142 | +26 kör            |
| 29.      | LMP2      | 28 | Gulf Racing Middle East | Fabien Giroix Frédéric Fatien Ihara Keiko           | Lola B12/80                             | D    | 140 | +28 kör            |
| 29.      | LMP2      | 28 | Gulf Racing Middle East | Fabien Giroix Frédéric Fatien Ihara Keiko           | Nissan VK45DE 4.5 L V8                  | D    | 140 | +28 kör            |
| 30.      | LMGTE Am  | 54 | AF Corse                | Yannick Mallegol Jean-Marc Bachelier Howard Blank   | Ferrari 458 Italia GT2                  | M    | 138 | +30 kör            |
| 30.      | LMGTE Am  | 54 | AF Corse                | Yannick Mallegol Jean-Marc Bachelier Howard Blank   | Ferrari 4.5 L V8                        | M    | 138 | +30 kör            |
| 31.      | LMGTE Am  | 61 | AF Corse                | Jack Gerber Matt Griffin Marco Cioci                | Ferrari 458 Italia GT2                  | M    | 125 | +43 kör            |
| 31.      | LMGTE Am  | 61 | AF Corse                | Jack Gerber Matt Griffin Marco Cioci                | Ferrari 4.5 L V8                        | M    | 125 | +43 kör            |
| Ki       | LMGTE Pro | 91 | Porsche AG Team Manthey | Jörg Bergmeister Patrick Pilet Timo Bernhard        | Porsche 911 RSR                         | M    | 123 |                    |
| Ki       | LMGTE Pro | 91 | Porsche AG Team Manthey | Jörg Bergmeister Patrick Pilet Timo Bernhard        | Porsche 4.0 L Flat-6                    | M    | 123 |                    |
| Ki       | LMP1      | 7  | Toyota Racing           | Alexander Wurz Nicolas Lapierre Nakadzsima Kazuki   | Toyota TS030 Hybrid                     | M    | 99  |                    |
| Ki       | LMP1      | 7  | Toyota Racing           | Alexander Wurz Nicolas Lapierre Nakadzsima Kazuki   | Toyota 3.4 L V8 (Hybrid)                | M    | 99  |                    |
| Ki       | LMP2      | 25 | Delta-ADR               | Tor Graves Antônio Pizzonia James Walker            | Oreca 03                                | D    | 25  |                    |
| Ki       | LMP2      | 25 | Delta-ADR               | Tor Graves Antônio Pizzonia James Walker            | Nissan VK45DE 4.5 L V8                  | D    | 25  |                    |
| Vi       | LMP2      | 41 | Greaves Motorsport      | Tom Kimber-Smith Chris Dyson Michael Marsal         | Zytek Z11SN                             | D    | –   |                    |
| Vi       | LMP2      | 41 | Greaves Motorsport      | Tom Kimber-Smith Chris Dyson Michael Marsal         | Nissan VK45DE 4.5 L V8                  | D    | –   |                    |

## A világbajnokság állása a versenyt követően
LMP1 (Teljes táblázat)
| H  | Versenyzők                                         | Pont | H  | Konstruktőrök | Pont |
| -- | -------------------------------------------------- | ---- | -- | ------------- | ---- |
| 1. | André Lotterer Marcel Fässler Benoît Tréluyer      | 44   | 1. | Audi          | 51   |
| 2. | Allan McNish Tom Kristensen Loïc Duval             | 43   | 2. | Toyota        | 31   |
| 3. | Anthony Davidson Stéphane Sarrazin Sébastien Buemi | 27   | 3. | '             |      |
| 4. | Nicolas Prost Neel Jani Nick Heidfeld              | 20   |    |               |      |
| 5. | Andrea Belicchi Mathias Beche Congfu Cheng         | 16   |    |               |      |

GT (Teljes táblázat)
| H  | Versenyzők                                       | Pont | H  | Konstruktőrök | Pont |
| -- | ------------------------------------------------ | ---- | -- | ------------- | ---- |
| 1. | Bruno Senna                                      | 44   | 1. | Ferrari       | 72   |
| 2. | Darren Turner Stefan Mücke                       | 38   | 2. | Aston Martin  | 66   |
| 3. | Gianmaria Bruni Giancarlo Fisichella             | 36   | 3. | Porsche       | 32   |
| 4. | Kobajasi Kamui Toni Vilander Frédéric Makowiecki | 33   |    |               |      |
| 5. | Paul Dalla Lana Pedro Lamy Richie Stanaway       | 23   |    |               |      |

LMP2 (Teljes táblázat)
| H  | Versenyzők                                         | Pont | H  | Konstruktőrök  | Pont |
| -- | -------------------------------------------------- | ---- | -- | -------------- | ---- |
| 1. | Luís Pérez Companc Pierre Kaffer Nicolas Minassian | 41   | 1. | Pecom Racing   | 41   |
| 2. | Olivier Pla Alex Brundle David Heinemeier Hansson  | 36   | 2. | #24 OAK Racing | 36   |
| 3. | Bertrand Baguette Martin Plowman Ricardo González  | 27   | 3. | #35 OAK Racing | 27   |
| 4. | Tor Graves Antônio Pizzonia James Walker           | 26   | 4. | Delta-ADR      | 26   |
| 5. | Roman Ruszinov John Martin Mike Conway             | 20   | 5. | G-Drive Racing | 20   |

LMGTE Am (Teljes táblázat)
| H  | Versenyzők                                                      | Pont | H  | Konstruktőrök           | Pont |
| -- | --------------------------------------------------------------- | ---- | -- | ----------------------- | ---- |
| 1. | Allan Simonsen Kristian Poulsen Christoffer Nygaard             | 44   | 1. | #95 Aston Martin Racing | 44   |
| 2. | Enzo Potolicchio Rui Águas                                      | 40   | 2. | 8 Star Motorsports      | 40   |
| 3. | Julien Canal Patrick Bornhauser Fernando Rees                   | 33   | 3. | Larbre Compétition      | 33   |
| 4. | Matteo Malucelli Roald Goethe Stuart Hall Jamie Campbell-Walter | 25   | 4. | #96 Aston Martin Racing | 25   |
| 5. | Christian Ried Gianluca Roda Paolo Ruberti                      | 20   | 5. | Proton Competition      | 20   |